# Церемониарий
Церемониарий (лат. caeremonieris) — должность в католической церкви присущая как духовенству, так и мирянам.
Главная цель церемониария — отвечать за совершения и правильный ход святой мессы, то есть следить за точностью выполнения своих обязанностей министрантами, а также в случае каких-либо происшествий немедленно исправлять их (например, принести ключи от дарохранительницы, если их забыли в сакристии).
Церемониарий имеет особое локальное положение во время святой мессы, а также имеет ряд особенностей, например, получает каждение или находится всегда рядом с главным целебрантом.